# 남장성 나들목
남장성 나들목(S.Jangseong IC)은 전라남도 장성군 남면 월정리와 행정리에 걸쳐 설치된 광주외곽순환고속도로의 2번 교차로(나들목)이다. 2007년 예비타당성 조사 당시에는 고룡 나들목이라는 이름으로 불렸다.

## 역사
- 2007년 1월 : 본량 ~ 진원 구간 건설사업 예비타당성조사 당시 고룡 나들목이라 칭함
- 2015년 9월 4일 : 2022년까지 나들목 신설을 위해 장성군 도시계획시설 교통광장에 남면 월정리, 행정리 일원을 남장성 나들목으로 고시[1]
- 2017년 8월 21일 : 나들목 회차로 설치를 위해 광주광역시 광산구 송치동 ~ 전라남도 장성군 남면 분향리 9.7 km 구간 도로구역 변경[2]
- 2022년 12월 20일 : 남광산 나들목 ~ 남장성 분기점 구간 개통과 함께 통행개시[3]

## 구조물 정보
- 위치 : 전라남도 장성군 남면 월정리, 행정리

## 접속하는 도로
- 하남진곡산단로